# ليوبيشا سافيتش
ليوبيشا سافيتش هو سياسي صربي، ولد في 11 أغسطس 1958 في Kovačica ‏ في صربيا، وتوفي في 7 يونيو 2000 في بيه لينا في البوسنة والهرسك. نشط حزبياً في الحزب الديمقراطي الصربي ‏. وقد انتخب رئيس الشرطة.